# La forza dell'amore (film 1984)
La forza dell'amore (conosciuto anche come Cercasi papà) è un film del 1984, diretto dal regista Glenn Jordan.
Il titolo originale, The Buddy System, si riferisce a una conversazione tra madre e figlio nel film, in cui si parla della prassi vigente nell'esercito americano di assegnare a ciascun soldato un compagno per il controllo e il sostegno reciproci durante le operazioni belliche.

## Trama
Emily Price è una madre single: è rimasta incinta al liceo, ma il padre non ha mai voluto saperne del bambino. Emily vive ancora in casa di sua madre con il figlio Tim, undicenne, e sta cercando di passare l’esame per diventare stenografa del tribunale. Joe, bidello della scuola di Tim nonché aspirante romanziere e inventore di una macchina per lavare i cani, entrerà nelle loro vite.

## Distribuzione
Il film è stato trasmesso in Italia dapprima da Telemontecarlo sul finire degli anni Ottanta, per poi andare periodicamente in onda sui canali Fininvest.